# Bill Russell NBA Finals Most Valuable Player Award

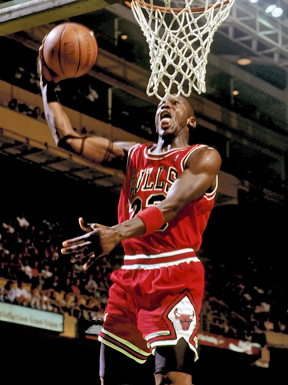
Michael Jordan venceu o prêmio seis vezes, mais do que qualquer outro jogador.

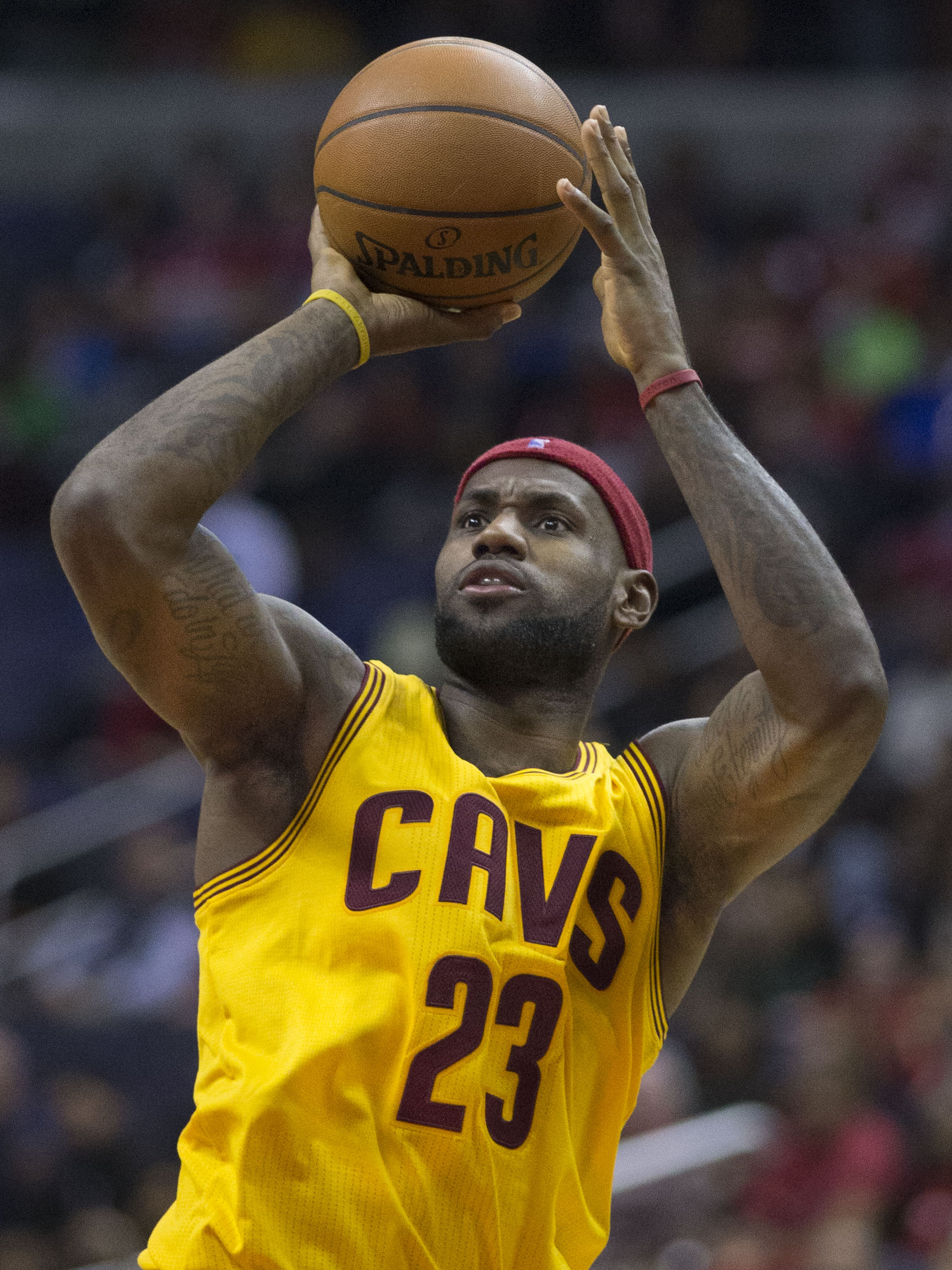
LeBron James venceu o prêmio quatro vezes, por três equipes diferentes.

O Bill Russell NBA Finals Most Valuable Player Award (em português: Bill Russell Jogador Mais Valioso das Finais da NBA) é um prêmio anual concedido pela National Basketball Association (NBA) desde 1969 ao melhor jogador das finais. O prêmio é decidido por um painel de nove membros da mídia após o último jogo das finais. Na temporada passada, os fãs da NBA escolheram pelo site o jogador e fizeram o "décimo voto".

## Vencedores
|  | Introduzido no Basketball Hall of Fame        |
|  | Indica um jogador que ainda está ativo na NBA |

| Ano  | Jogador                 | Posição     | Nacionalidade               | Franquia               | Total de MVPs |
| ---- | ----------------------- | ----------- | --------------------------- | ---------------------- | ------------- |
| 1969 | Jerry West[a]           | Armador     | Estados Unidos              | Los Angeles Lakers     | 1             |
| 1970 | Willis Reed             | Pivô        | Estados Unidos              | New York Knicks        | 1             |
| 1971 | Kareem Abdul-Jabbar[b]  | Pivô        | Estados Unidos              | Milwaukee Bucks        | 1             |
| 1972 | Wilt Chamberlain        | Pivô        | Estados Unidos              | Los Angeles Lakers     | 1             |
| 1973 | Willis Reed             | Pivô        | Estados Unidos              | New York Knicks        | 2             |
| 1974 | John Havlicek           | Ala         | Estados Unidos              | Boston Celtics         | 1             |
| 1975 | Rick Barry              | Ala         | Estados Unidos              | Golden State Warriors  | 1             |
| 1976 | Jo Jo White             | Armador     | Estados Unidos              | Boston Celtics         | 1             |
| 1977 | Bill Walton             | Pivô        | Estados Unidos              | Portland Trail Blazers | 1             |
| 1978 | Wes Unseld              | Pivô        | Estados Unidos              | Washington Bullets     | 1             |
| 1979 | Dennis Johnson          | Armador     | Estados Unidos              | Seattle SuperSonics    | 1             |
| 1980 | Magic Johnson           | Armador     | Estados Unidos              | Los Angeles Lakers     | 1             |
| 1981 | Cedric Maxwell          | Ala         | Estados Unidos              | Boston Celtics         | 1             |
| 1982 | Magic Johnson           | Armador     | Estados Unidos              | Los Angeles Lakers     | 2             |
| 1983 | Moses Malone            | Pivô        | Estados Unidos              | Philadelphia 76ers     | 1             |
| 1984 | Larry Bird              | Ala         | Estados Unidos              | Boston Celtics         | 1             |
| 1985 | Kareem Abdul-Jabbar [b] | Pivô        | Estados Unidos              | Los Angeles Lakers     | 2             |
| 1986 | Larry Bird              | Ala         | Estados Unidos              | Boston Celtics         | 2             |
| 1987 | Magic Johnson           | Armador     | Estados Unidos              | Los Angeles Lakers     | 3             |
| 1988 | James Worthy            | Ala         | Estados Unidos              | Los Angeles Lakers     | 1             |
| 1989 | Joe Dumars              | Ala-Armador | Estados Unidos              | Detroit Pistons        | 1             |
| 1990 | Isiah Thomas            | Armador     | Estados Unidos              | Detroit Pistons        | 1             |
| 1991 | Michael Jordan          | Ala-Armador | Estados Unidos              | Chicago Bulls          | 1             |
| 1992 | Michael Jordan          | Ala-Armador | Estados Unidos              | Chicago Bulls          | 2             |
| 1993 | Michael Jordan          | Ala-Armador | Estados Unidos              | Chicago Bulls          | 3             |
| 1994 | Hakeem Olajuwon         | Pivô        | Nigéria[c]                  | Houston Rockets        | 1             |
| 1995 | Hakeem Olajuwon         | Pivô        | Nigéria[c]                  | Houston Rockets        | 2             |
| 1996 | Michael Jordan          | Ala-Armador | Estados Unidos              | Chicago Bulls          | 4             |
| 1997 | Michael Jordan          | Ala-Armador | Estados Unidos              | Chicago Bulls          | 5             |
| 1998 | Michael Jordan          | Ala-Armador | Estados Unidos              | Chicago Bulls          | 6             |
| 1999 | Tim Duncan              | Ala-Pivô    | Ilhas Virgens Americanas[d] | San Antonio Spurs      | 1             |
| 2000 | Shaquille O'Neal        | Pivô        | Estados Unidos              | Los Angeles Lakers     | 1             |
| 2001 | Shaquille O'Neal        | Pivô        | Estados Unidos              | Los Angeles Lakers     | 2             |
| 2002 | Shaquille O'Neal        | Pivô        | Estados Unidos              | Los Angeles Lakers     | 3             |
| 2003 | Tim Duncan              | Ala-Pivô    | Ilhas Virgens Americanas[d] | San Antonio Spurs      | 2             |
| 2004 | Chauncey Billups        | Armador     | Estados Unidos              | Detroit Pistons        | 1             |
| 2005 | Tim Duncan              | Ala-Pivô    | Ilhas Virgens Americanas[d] | San Antonio Spurs      | 3             |
| 2006 | Dwyane Wade             | Ala-Armador | Estados Unidos              | Miami Heat             | 1             |
| 2007 | Tony Parker             | Armador     | França                      | San Antonio Spurs      | 1             |
| 2008 | Paul Pierce             | Ala         | Estados Unidos              | Boston Celtics         | 1             |
| 2009 | Kobe Bryant             | Ala-Armador | Estados Unidos              | Los Angeles Lakers     | 1             |
| 2010 | Kobe Bryant             | Ala-Armador | Estados Unidos              | Los Angeles Lakers     | 2             |
| 2011 | Dirk Nowitzki           | Ala-Pivô    | Alemanha                    | Dallas Mavericks       | 1             |
| 2012 | LeBron James            | Ala         | Estados Unidos              | Miami Heat             | 1             |
| 2013 | LeBron James            | Ala         | Estados Unidos              | Miami Heat             | 2             |
| 2014 | Kawhi Leonard           | Ala         | Estados Unidos              | San Antonio Spurs      | 1             |
| 2015 | Andre Iguodala          | Ala-Armador | Estados Unidos              | Golden State Warriors  | 1             |
| 2016 | LeBron James            | Ala         | Estados Unidos              | Cleveland Cavaliers    | 3             |
| 2017 | Kevin Durant            | Ala         | Estados Unidos              | Golden State Warriors  | 1             |
| 2018 | Kevin Durant            | Ala         | Estados Unidos              | Golden State Warriors  | 2             |
| 2019 | Kawhi Leonard           | Ala         | Estados Unidos              | Toronto Raptors        | 2             |
| 2020 | LeBron James            | Ala         | Estados Unidos              | Los Angeles Lakers     | 4             |
| 2021 | Giannis Antetokounmpo   | Ala-Pivô    | Grécia                      | Milwaukee Bucks        | 1             |
| 2022 | Stephen Curry           | Armador     | Estados Unidos              | Golden State Warriors  | 1             |
| 2023 | Nikola Jokić            | Pivô        | Sérvia                      | Denver Nuggets         | 1             |
| 2024 | Jaylen Brown            | Ala-Armador | Estados Unidos              | Boston Celtics         | 1             |
| 2025 | Shai Gilgeous-Alexander | Armador     | Canadá                      | Oklahoma City Thunder  | 1             |